# Oğulcan Baykan
Oğulcan Baykan (Istanbul, 7 gennaio 1996) è un cestista turco.

## Palmarès
- Coppa del Presidente: 1

Anadolu Efes: 2015